# Letališče Kuopio
Letališče Kuopio (IATA: KUO; ICAO: EFKU) je letališče na Finskem, ki primarno oskrbuje Kuopio.